# Matheus Cunha
Matheus Santos Carneiro da Cunha (* 27. května 1999 João Pessoa), známý jako Matheus Cunha, je brazilský profesionální fotbalista, který hraje na pozici útočníka či křídelníka za anglický klub Manchester United FC a za brazilský národní tým.

## Klubová kariéra
Cunha, který se narodil ve městě João Pessoa v Paraíbě, je odchovancem brazilského klubu Coritiba Foot Ball Club.

### FC Sion
Cunha přestoupil do švýcarského klubu FC Sion z Coritiby v roce 2017 za nezveřejněný poplatek. V klubu debutoval 27. července 2017, když se objevil v základní sestavě utkání třetího předkola Evropské ligy proti litevskému klubu FK Sūduva. V nejvyšší švýcarské soutěži odehrál své první utkání 10. srpna; odehrál celé utkání proti FC Zürich, které skončilo porážkou 0:2. Svoji první branku v dresu Sionu vstřelil hned v následujícím ligovém utkání; 27. srpna nastoupil do druhého poločasu utkání proti Basileji a ve 47. minutě vyrovnal na konečných 1:1. V posledním ligovém kole vstřelil hattrick proti FC Thun, rozhodl tak utkání, které skončilo vítězstvím 4:1. Ve své první sezóně v klubu vstřelil v 29 ligových zápasech 10 gólů.

### RB Leipzig
Dne 24. června 2018 přestoupil Cunha do německého klubu RB Leipzig za částku okolo 15 miliónů euro; v bundesligovém celku podepsal pětiletou smlouvu. V týmu debutoval v zápase 2. předkola Evropské ligy proti švédskému Häckenu. K výhře 4:0 přispěl vstřeleným gólem a asistencí na branku Jeana-Kévina Augustina. Ve následujících předkolech narazilo Lipsko na rumunský klub Universitatea Craiova a ukrajinskou Zorju Luhansk, k postupu přes oba soupeře pomohl Cunha vstřelenou brankou v domácích zápasech. V Bundeslize debutoval 26. srpna v úvodním kole proti Borussii Dortmund, když v 72. minutě vystřádal Augustina. V základní sestavě ligového zápasu se objevil 3. listopadu v 10. kole proti Herthě a kouči Ralfu Rangnickovi se odměnil vstřelenou brankou při výhře 3:0. V osmifinále DFB-Pokalu proti VfL Wolfsburg vstřelil jediný gól zápasu, a pomohl tak k postupu do čtvrtfinále. Lipsko se dostalo až do finále domácího poháru, ve kterém však nestačilo na Bayern Mnichov. V sezóně přidal ještě jeden ligový gól, a to 6. dubna 2019 v zápase proti Bayeru Leverkusen. Na branku na konečných 4:2 pro Lipsko mu asistoval Timo Werner.
V první polovině sezóny 2019/20 odehrál Cunha, po příchodu útočníka Patrika Schicka z AS Řím, jen 10 ligových zápasů, ve kterých se střelecky neprosadil, a tak byl Lipskem zařazen na přestupovou listinu.

### Hertha BSC
Dne 31. ledna 2020 Cunhu koupila německá Hertha BSC za 18 miliónů euro, kde podepsal smlouvu na čtyři a půl roku. V klubu debutoval 15. února, ligové utkání proti SC Paderborn začal v základní sestavě a v 83. minutě byl vystřídán Vedadem Ibiševićem; utkání skončilo výhrou Herthou 2:1. První branku za klub vstřelil 28. února při remíze 3:3 proti Fortuně Düsseldorf. Odstartoval tak sérii 4 ligových zápasů v řadě, ve kterých se střelecky prosadil. Ve své první polovině sezóny v klubu odehrál 11 utkání, ve kterých dal 5 branek.
Dne 11. září vstřelil Cunha branku a na další dvě přihrál v zápase prvního kola DFB-Pokalu proti druholigovému Eintrachtu Braunschweig. Zápas však vyhrál druholigový celkem 5:4. Začátek sezóny 2020/21 se mu střelecky povedl, na rozdíl od formy klubu, který byl na konci listopadu až na 13. příčce v ligové tabulce. 21. listopadu vstřelil Cunha dvě branky v zápase 8. kola proti Dortmundu, které však skončilo vítězstvím Borussie 5:2, když čtyři branky vstřelil Nor Erling Haaland. Jednalo se již o 5. a 6. ligovou branku brazilského útočníka v sezóně. Ve zbytku sezóny však Cunha přidal jen jediný gól, a to 21. března 2021 v zápase proti Bayeru Leverkusen. Hertha se v nejvyšší německé soutěži nakonec udržela s dvoubodovým náskokem před 1. FC Köln, který musel o setrvání v Bundeslize bojovat v baráži.
V sezóně 2021/22 odehrál v dresu Herthy Berlín jediné soutěžní utkání, a to když odehrál 65 minut prvního ligového kola proti 1. FC Köln. Při prohře 1:3 asistoval na gól Stevana Jovetiće.

### Atlético Madrid
Dne 25. srpna 2021 opustil Cunha Herthu a přestoupil do Atlética Madrid za 30 miliónů euro. Se španělským mistrem uzavřel pětiletý kontrakt.

## Reprezentační kariéra
S brazilskou reprezentací do 23 let byl Cunha nejlepším střelcem turnaje v Toulonu v roce 2019, přičemž pomohl celý turnaj Brazílii vyhrát. 17. června 2021 byl nominován do týmu na Letní olympijské hry 2020. 28. července Cunha vstřelil svůj 19. gól za výběr do 23 let při výhře 3:1 v základní skupině nad Saúdskou Arábií, čímž překonal Ronaldinhův rekord. V čtvrtfinále turnaje dal v 37. minutě, po asistenci Richarlisona, jedinou branku utkání proti Egyptu. V 54. minutě byl kvůli zranění vystřídán a musel tak vynechat semifinále proti Mexiku. To Brazilčané, i bez svého nejlepšího střelce, zvládli, když zvítězili po penaltovém rozstřelu. Ve finále se střetli se Španělskem. V nastavení prvního poločasu otevřel Cunha skóre, po hodině hry Španělsko srovnalo. Do prodloužení již Cunha nenastoupil, jelikož byl vystřídán Malcomem. Ten v prodloužení vstřelil branku, na kterou španělský výběr nedokázal zareagovat.

## Statistiky

### Klubové
K 25. srpnu 2021
| Klub            | Sezóna  | Liga         | Liga   | Liga | Pohár  | Pohár | Evropské poháry | Evropské poháry | Celkem | Celkem |
| Klub            | Sezóna  | Liga         | Zápasy | Góly | Zápasy | Góly  | Zápasy          | Góly            | Zápasy | Góly   |
| --------------- | ------- | ------------ | ------ | ---- | ------ | ----- | --------------- | --------------- | ------ | ------ |
| Sion            | 2017/18 | Super League | 29     | 10   | 1      | 0     | 2               | 0               | 32     | 10     |
| Sion            | Celkem  | Celkem       | 29     | 10   | 1      | 0     | 2               | 0               | 32     | 10     |
| RB Leipzig      | 2018/19 | Bundesliga   | 25     | 2    | 2      | 1     | 12              | 6               | 39     | 9      |
| RB Leipzig      | 2019/20 | Bundesliga   | 10     | 0    | 1      | 0     | 2               | 0               | 13     | 0      |
| RB Leipzig      | Celkem  | Celkem       | 35     | 2    | 3      | 1     | 14              | 6               | 52     | 9      |
| Hertha BSC      | 2019/20 | Bundesliga   | 11     | 5    | 0      | 0     | —               | —               | 11     | 5      |
| Hertha BSC      | 2020/21 | Bundesliga   | 27     | 7    | 1      | 1     | —               | —               | 28     | 8      |
| Hertha BSC      | 2021/22 | Bundesliga   | 1      | 0    | 0      | 0     | —               | —               | 1      | 0      |
| Hertha BSC      | Celkem  | Celkem       | 39     | 12   | 1      | 1     | 0               | 0               | 40     | 13     |
| Atlético Madrid | 2021/22 | La Liga      | 0      | 0    | 0      | 0     | 0               | 0               | 0      | 0      |
| Atlético Madrid | Celkem  | Celkem       | 0      | 0    | 0      | 0     | 0               | 0               | 0      | 0      |
| Celkem          | Celkem  | Celkem       | 103    | 24   | 5      | 2     | 16              | 6               | 124    | 32     |

## Ocenění

### Reprezentační

#### Brazílie U23
- Letní olympijské hry: 2020
- Tournoi de Toulon: 2019[31]

### Individuální
- Nejlepší střelec Tournoi de Toulon: 2019[32]